# 고큐 쇼
고큐 쇼(일본어: 御給 匠, 1983년 6월 11일 ~ )는 일본의 전 축구 선수이다.

## 구단 경력
과거 세레소 오사카, 더스파 구사쓰, 요코하마 FC, FC 마치다 젤비아, SC 사가미하라, FC 오사카에서 활동하였다.